# 福祉事務所
福祉事務所（ふくしじむしょ）は、社会福祉法第14条に規定される福祉に関する地方公共団体の事務所である。
地方公共団体でこの名称を用いた機関が設置されているほか、福祉を扱う事務所の通称として用いられる。

## 福祉事務所の設置
都道府県及び市（特別区を含む）は、条例で福祉事務所を設置しなければならず（同法第14条第1項）、その区域（都道府県にあっては、市及び福祉事務所を設置する町村の区域を除く）をいずれかの福祉事務所の所管としなければならない（同法第14条第2項）。また、町村は、条例で福祉事務所を設置することができる（同法第14条第3項）が、一部事務組合又は広域連合を設けて、福祉事務所を設けることができる（同法第14条第4項）。
市町村が一つだけ設置するものは、市町村の福祉部・福祉課として設置されることが多い。

## 福祉事務所の職務
福祉事務所は、生活保護法、児童福祉法、母子及び父子並びに寡婦福祉法、老人福祉法、身体障害者福祉法、知的障害者福祉法、DV防止法、生活困窮者自立支援法に定める相談、援護、育成又は更生の措置に関する事務をつかさどるところとされており（同法第14条第5項、第6項）、その具体的な内容については、各法に詳細に定められている。
なお、老人福祉法、身体障害者福祉法及び知的障害者福祉法に関する事務は市町村の所管となっているため、都道府県福祉事務所に関しては、福祉三法（生活保護法、児童福祉法、母子及び父子並びに寡婦福祉法）を所管している。

## 福祉事務所の組織
社会福祉法第15条では、福祉事務所には、長及び少なくとも次の所員を置かなければならない。ただし、所の長が、その職務の遂行に支障がない場合において、自ら現業事務の指揮監督を行うときは、指揮監督を行う所員を置くことを要しないとされる。
福祉事務所長
都道府県知事又は市町村長（特別区の区長を含む）の指挿監督を受けて、所務を掌理する。
指揮監督を行う所員
所の長の指揮監督を受けて、現業事務の指導監督をつかさどる。
現業を行う所員
所の長の指揮監督を受けて、援護、育成又は更生の措置を要する者等の家庭を訪問し、又は訪問しないで、これらの者に面接し、本人の資産、環境等を調査し、保護その他の措置の必要の有無及びその種類を判断し、本人に対し生活指導を行う等の事務をつかさどる。
事務を行う所員
事務を行う所員は、所の長の指揮監督を受けて、所の庶務をつかさどる。
なお、指揮監督を行う所員及び現業を行う所員は、社会福祉主事でなければならない。

## 福祉事務所を設置している町村
2021年4月現在、45町村に設置。
- 三重県多気町
- 奈良県十津川村
- 大阪府島本町
- 鳥取県
  - 日吉津村、日南町、江府町、岩美町、智頭町、湯梨浜町、北栄町、南部町、伯耆町、若桜町、八頭町、琴浦町、日野町
- 島根県
  - 邑南町、津和野町、吉賀町、飯南町、川本町、美郷町、奥出雲町、海士町、西ノ島町、知夫村、隠岐の島町
- 岡山県
  - 西粟倉村、美咲町、新庄村
- 広島県
  - 大崎上島町、安芸太田町、北広島町、世羅町、神石高原町、海田町、熊野町、坂町
- 山口県周防大島町
- 長崎県小値賀町
- 鹿児島県
  - 屋久島町、長島町、南種子町、十島村